# Neon Bible
Neon Bible – drugi album kanadyjskiej grupy Arcade Fire z 2007 roku. Wydany został 5 marca w Europie, a 6 w Ameryce Północnej i był rozprowadzany przez Merge Records w Wielkiej Brytanii i USA. Płytę nagrano w kościele kupionym przez zespół.
W porównaniu do pierwszego albumu Neon Bible trafił do dużo szerszego grona odbiorców, zdobywając 2. pozycję na listach albumów w USA i Wielkiej Brytanii.

## Recenzje
Album otrzymał pozytywne recenzje, zdobywając 87 punktów na 100 możliwych na stronie Metacritic. Był nominowany do Nagrody Grammy w kategorii najlepszy album alternatywny w 2008 roku na 50. Ceremonii Grammy. Został nazwany 4., 5. i 27. najlepszym albumem 2007 roku kolejno przez Rolling Stone, Village Voice i Pitchfork.

## Lista utworów
1. "Black Mirror" – 4:13
2. "Keep the Car Running" – 3:29
3. "Neon Bible" – 2:16
4. "Intervention" – 4:19
5. "Black Wave/Bad Vibrations" – 3:57
6. "Ocean of Noise" – 4:53
7. "The Well and the Lighthouse" – 3:56
8. "(Antichrist Television Blues)" – 5:10
9. "Windowsill" – 4:16
10. "No Cars Go" – 5:43
11. "My Body Is a Cage" – 4:47

## Personel

### Arcade Fire
- Win Butler (Gitara / wokal / bas / Instrumenty klawiszowe)
- Régine Chassagne (Instrumenty klawiszowe / wokal i chórki / ksylofon / perkusja)
- Richard Parry (Gitara / perkusja / chórki / instrumenty klawiszowe)
- Tim Kingsbury (Bas / chórki / gitara)
- Will Butler (Perkusja / (gitara / bas / chórki)
- Sarah Neufeld (Skrzypce / chórki)
- Jeremy Gara (Perkusja / gitara / chórki)

### Pozostały personel
- Mélanie Auclair – wiolonczela
- Hadji Bakara – efekty
- Owen Pallett – skrzypce, aranżacja orkiestry (utwory 1, 2, 10)
- Liza Rey – harfa
- Markia Anthony Shaw – wiolonczela
- Orkiestra dęta: Pietro Amato, Edith Gruber, Margaret Gundara, Jake Henry, Laurent Ménard, Geoffrey Shoesmith, Colin Stetson, Andreas Stolzfus, Jacob Valenzuela, Martin Wenk
- Wokale: Shauna Callender, Joanne Degand, Chantel Gero, Tasha Gero, Jean Sherwood
- Peter F. Drucker – dyrygent orkiestry
- István Silló – dyrygent orkiestry

### Personel techniczny
- Frank Arkwright – mastering
- Scott Colburn – technik
- Markus Dravs – technik, miks (utwory 3, 5)
- Nick Launay – miks (utwory 2, 4, 6–9, 11)
- Jean Luc Della Montagna – asystent produkcij
- Mark "Spike" Stent – miks (utwory 1, 10)
- Pozostali asystenci: François Chevallier, Alex Dromgoole, Dave Emery, Doctor Brian A. Evans, Mike Feuerstack, Tommy Hough, James Hanna Ogilvy
- Christophe Collette – fotografia
- Katherine Cram – koordynacja
- Olivier Groulx – web design
- Csaba Lokös – agent orkestra
- Tracy Maurice – dyrektor, opakowanie, projekt opakowania
- François Miron – dyrektor fotografii
- Renata Morales – projekt kostiumów
- Vincent Morisset – web design
- Michael Paert – koordynacja, montaż

## Pozycje na listach
| Notowanie (2007)               | Pozycja |
| ------------------------------ | ------- |
| Canadian Albums Chart          | 1       |
| Irish Albums Chart             | 1       |
| CMJ Radio 200                  | 1       |
| U.S. Billboard 200             | 2       |
| UK Albums Chart                | 2       |
| Portugal Albums Top 30         | 2       |
| Croatian Albums Chart          | 3       |
| Norway Albums Top 40           | 3       |
| Final Albums Top 40            | 5       |
| Iceland Albums Chart           | 5       |
| Australian ARIA Albums Chart   | 7       |
| France Albums Chart            | 9       |
| Germany Albums Top 50          | 11      |
| Denmark Albums Top 40          | 11      |
| Dutch Albums Top 100           | 13      |
| Spain Albums Chart             | 14      |
| Sweden Albums Top 60           | 16      |
| New Zealand RIANZ Albums Chart | 20      |
| Swiss Albums Top 100           | 23      |
| Austria Albums Top 75          | 25      |
| Italy Albums Top 50            | 44      |